# Вадстена
Вадстена (швед. Vadstena) — місто у Швеції, у лені Естерйотланд. Адміністративний центр комуни Вадстена. Розташоване на березі озера Веттерн. Населення міста становить 5 613 осіб (2010).

## Історія

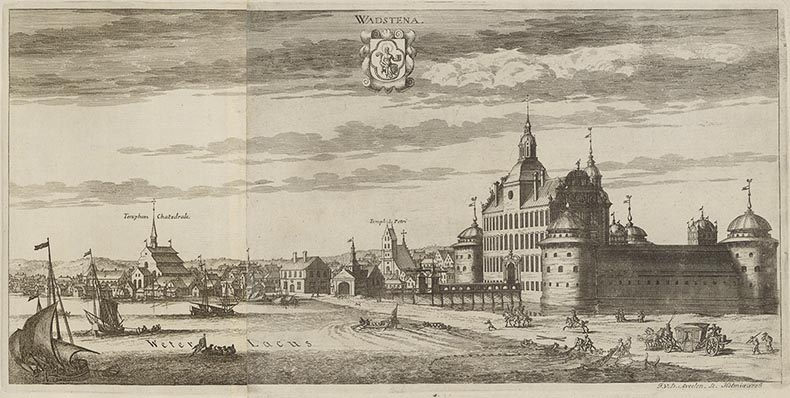
Вадстена близько 1700 року. Малюнок з книжки «Швеція давня і сучасна».

1350 року на місці сучасного Вадстена Бригіда Шведська заснувала перший монастир ордену бригідок. Завдяки прочанам і торговцям тут виріс населений пункт, який 1400 року отримав статус міста. 1545 року тут було розпочато будівництво Вадстенського замку для захисту Стокгольма від імовірного нападу данців.
1874 року між містом Вадстена і селищем Фугелста, розташованим на відстані 5 км від нього, було побудовано вузькоколійну (891 мм) залізницю.

## Сьогодення
У центрі міста більшість будинків це будинки XVI, XVII і XVIII століть. Старе місто доволі добре збереглося і має майже такий самий вигляд, який воно мало сторіччя тому. Будинок міської ратуші був побудований на початку XV століття і є найстарішим будинком ратуші серед ратуш Швеції. [джерело?]